# KIF1A
Il gene KIF1A, nel DNA degli esseri umani, si colloca nella zona periferica del cromosoma "q" (banda citogenetica 2q37.3).
Ha un ruolo fondamentale per il funzionamento del sistema nervoso ed è essenziale per il cervello, contribuendo al corretto funzionamento dei neuroni e di conseguenza delle funzioni cerebrali complesse come quelle cognitive e motorie.
Codifica l'omonima proteina KIF1A, che fa parte della famiglia delle "proteine KIF", dette anche chinesine (proteine cinetiche). 
La più importante caratteristica della proteina KIF1A è quella di essere in grado di muoversi. In particolare, ha una struttura molto complessa che gli permette di agganciarsi ai microtubuli (componenti neuronali che corrono all'interno degli assoni) e di percorrerli ad altissima velocità dal nucleo delle cellule nervose verso le zone periferiche, trasportando alcune specifiche sostanze ed organelli come, in particolare, le vescicole sinaptiche.
La proteina KIF1A è stata chiamata il “maratoneta molecolare” perché deve spostare tali sostanze (carichi) per una distanza molto lunga ad una velocità molto elevata. 
Si compone di tre sezioni principali, ciascuna con funzioni specifiche:
- Testa: un'estremità della proteina è caratterizzata da micro-strutture che, come dei legamenti (microscopici capelli), hanno la capacità di agganciarsi ad alcune (selezionate) tipologie di sostanze da trasportare
- Bastone: la struttura centrale della proteina fa da collegamento tra le due estremità ed ha una funzione di "innesco" poiché, una volta che la "Testa" si è agganciata ad un carico, è in grado di innescare un'azione verso l'altra estremità
- Motore Dimerico: l'altra estremità è caratterizzata da due strutture simmetriche che, una volta innescate, hanno la capacità di agganciarsi chimicamente ai microtuboli, in modalità alternata, consentendo il movimento in modo analogo all'alternarsi dei passi. La proteina "cammina" lungo la "strada" come se indossasse delle scarpe elettromagnetiche in grado di attaccarsi ai microtuboli solo una per volta. Procede in un'unica direzione, dal nucleo verso le zone periferiche del neurone, per questo si dice che il movimento è anterogrado. 
Questo motore (detto "dimerico", poiché composto da due elementi analoghi, in questo caso simmetrici) utilizza come fonte di "carburante" cellulare l'adenosina trifosfato (ATP).
Mutazioni del gene KIF1A possono causare diverse sintomatologie, anche particolarmente severe, poiché le istruzioni errate impartite (tramite l'RNA) per la produzione delle omonime proteine, possono dare luogo a una minore efficienza. Ciò può implicare che il trasporto delle vescicole sinaptiche all'interno dei neuroni rischi di essere meno affidabile e veloce del previsto e portare, con il tempo, alla degenerazione dei neuroni stessi.

## Storia
KIF1A fu identificata per la prima volta in C. elegans nel 1991 come UNC-104, un possibile nuovo paralogo della chinesina, con il ruolo di proteina motrice nel sistema nervoso. Nel 1995, la KIF1A umana fu riconosciuta come una proteina motrice globulare monomerica, che all’epoca dimostrò di avere la più veloce attività motoria anterograda. Si scoprì anche che KIF1A era abbondantemente espressa nei neuroni, suggerendo il suo ruolo nel trasporto lungo gli assoni. Studi condotti in vivo sui topi chiarirono ulteriormente la funzione della KIF1A. I topi privi di KIF1A mostrarono carenze nel trasporto delle vescicole sinaptiche e morirono poco dopo la nascita, evidenziando l’importanza cruciale di KIF1A per la vitalità dei neuroni e il trasporto dei precursori delle vescicole sinaptiche.
Nel 1999, un nuovo modello di motilità della KIF1A sfidò l’allora accettato modello “a camminata” dimerico a due teste. Esperimenti su singole molecole rivelarono che KIF1A poteva muoversi in modo processivo sui microtubuli come monomero. Questo scatenò un dibattito sull’eventuale funzionamento della KIF1A come monomero o dimero. La ricerca nel campo della crio-microscopia elettronica (crio-EM) chiarì la struttura della KIF1A, identificando il K-loop, un inserto di 12 amminoacidi nella regione L12, indicato come responsabile dell’aumento dell’affinità della KIF1A per i microtubuli.
Ulteriori studi esplorarono il ruolo del dominio omologo alla pleckstrina (PH) di KIF1A. Si scoprì che l’interazione di questo dominio con i lipidi, in particolare PtdIns(4,5)P2, era necessaria e sufficiente per il legame e il trasporto delle vescicole. La scoperta del ruolo di questo sottodominio lipidico portò all’ipotesi che potesse facilitare l’aggregazione o la dimerizzazione dei monomeri di KIF1A, attivandone così l’attività motoria.
Il dibattito sul funzionamento della KIF1A come monomero o dimero continuò, con l’introduzione di un meccanismo simile a quello osservato nelle chinesine convenzionali, a supporto dell’idea che KIF1A potesse dimerizzarsi e operare come motore a due teste. Questo portò alla conclusione che KIF1A fosse monomerica in uno stato inattivo e dimerica in uno stato attivo. Tuttavia, studi più recenti hanno suggerito una diversa interpretazione. Le prove attuali indicano che KIF1A esiste come dimero sia negli stati attivi che inattivi, e che la sua attività motoria è regolata tramite l’autoinibizione.